# Jean-Pierre Watel
Pour les articles homonymes, voir Watel.
Jean-Pierre Watel (né le 3 novembre 1933 à Mouvaux et mort le 4 janvier 2016 à Annappes) est un architecte français connu pour ses réalisations de maisons dans la région lilloise. 

## Biographie
Formé à l'école nationale supérieure des beaux-arts et à l'école Saint-Luc à Tournai, Jean-Pierre Watel crée son agence en 1963.
Il est membre du corps des Architectes conseils du Ministère à partir de 1990. Il fonde et préside l'association des anciens de l'école d'architecture de Tournai. Membre du conseil d'administration de l'ISA de Wallonie à partir de 1993, il enseigne à l'école d'architecture de Florence (Italie).
Ses maisons sont influencées par la culture architecturale danoise (Arne Jacobsen, Plum, Jorgen Bo et Vilhelm Wohlert, Moldenhauer). Dans les années 1970 et 1980, il construit principalement dans l'agglomération de Lille-Roubaix, où il est l'architecte de maisons destinées à une clientèle aisée. Il participe également à l'urbanisation du site de Villeneuve-d'Ascq.
La plupart des maisons ne comptent qu'un seul niveau, avec une horizontalité affirmée, et sont largement vitrées.
Il reçoit le prix de l'Union Européenne pour la conception de l'habitat individuel.
Son petit fils est le DJ Panteros666.

## Réalisations
- Maison à patio à Marcq-en-Barœul 1969
- Pavillons à patios à Poisat "Les Coquelicots - un groupe de maisons modernes aux portes de Grenoble" 1969-1970
- Maison Beylier à Villeneuve-d'Ascq 1970
- Maisons à patio en bordure du lac des Espagnols, quartier du Château, à Villeneuve-d'Ascq[4],[5] (habitat primé de la médaille d'argent européenne[5]).
- Maison Wallaert à Wasquehal 1971
- Maison La Tuile au Touquet-Paris-Plage 1973
- Maison à Mondicourt 1976
- Maison à Ville d'Avray 1977[6]
- Maison Dewavrin 1978

## Honneurs et distinctions
- Équerre d'argent en 1958[Information douteuse]
- Reçu à l'Académie d'Architecture Place des Vosges[Information douteuse]
- Chevalier des Arts et des Lettres (16 septembre 1985[réf. nécessaire])
- Chevalier de l'ordre national du Mérite[réf. nécessaire]